# 梁都汴
梁都汴（16世紀—17世紀），號經原，陕西西安府華州人，明朝政治人物。

## 生平
天啟元年（1621年）中辛酉科鄉試第三十三名舉人，崇禎七年（1634年）登甲戌科進士，都察院觀政，居家十余年，以疾未獲筮仕。

## 家族
曾祖梁璠。祖梁材，监生、郾城主簿。父梁華星，贡士、宁番卫教授。

## 引用
1. ↑  《崇祯七年甲戌科进士三代履历便览》：梁都汴，曾祖璠；祖材，郾城主簿；父華星，舉人教授。经原，易四房，丙申年九月二十五日生，西安府华州人，辛酉乡试，会一百二十九名，三甲一百六十四名，都察院观政。
2. ↑  《華州志》：明都察院觀政進士梁公